# SN 2004ik
SN 2004ik – supernowa typu Ia odkryta 5 listopada 2004 roku w galaktyce A014455-0005. W momencie odkrycia miała maksymalną jasność 21,30m.